# Swanomia membranacea
Swanomia membranacea är en mossdjursart som först beskrevs av Thornely 1924.  Swanomia membranacea ingår i släktet Swanomia och familjen Cellariidae. Inga underarter finns listade i Catalogue of Life.